# Tragédia
Tragédia (do grego antigo τραγῳδία, composto de τράγος, "cabra" e ᾠδή, "música") é uma forma de drama que se caracteriza pela sua seriedade e dignidade, pondo frequentemente em causa os deuses, o destino ou a sociedade.
Suas origens são obscuras, mas é, certamente, derivada da rica poética e tradição religiosa da Grécia Antiga. Suas raízes podem ser rastreadas mais especificamente nos ditirambos, os cantos e danças em honra ao deus grego Dionísio (conhecido entre os romanos como Baco). Dizia-se que estas apresentações etilizadas e extáticas foram criadas pelos sátiros, seres meio bodes que cercavam Dionísio em suas orgias, e as palavras gregas τράγος, tragos, (bode) e ᾠδή, odé, (canto) foram combinadas na palavra tragosoiodé (algo como "canções dos bodes"), da qual a palavra tragédia é derivada. No sentido vulgar, tragédia, desgraça e drama são sinônimos.

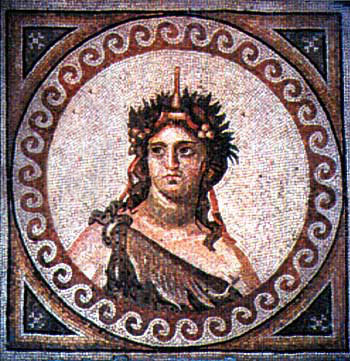
Dionísio em detalhe de mosaico em Antioquia

## Teorias sobre a tragédia
O filósofo Aristóteles teorizou que a tragédia resulta numa catarse da audiência e isto explicaria o motivo dos humanos apreciarem a assistir ao sofrimento dramatizado. Entretanto, nem todas as peças que são largamente reconhecidas como tragédias resultam neste tipo de final catártico - algumas tem finais neutros ou mesmo finais dubiamente felizes. Determinar exatamente o que constitui uma tragédia é um assunto frequentemente debatido. Alguns sustentam que qualquer história com um final triste é uma tragédia, enquanto outros exigem que a história preencha um conjunto de requisitos (em geral baseados em Aristóteles) para serem consideradas tragédias.

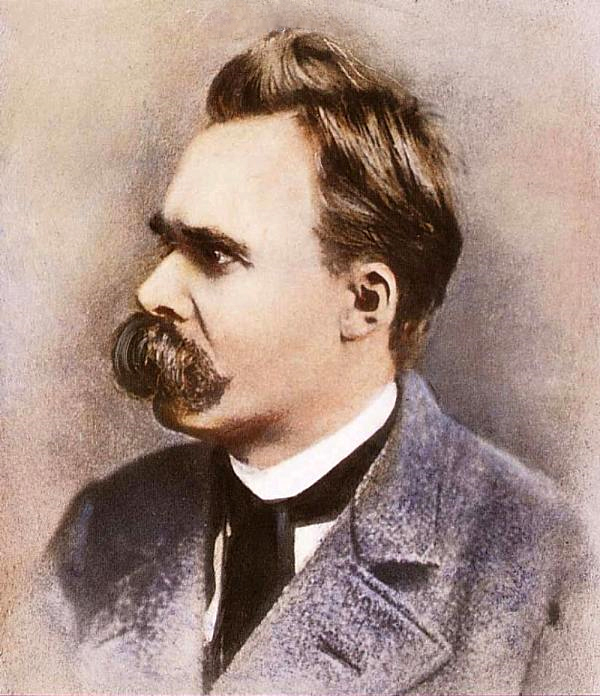
Nietzsche

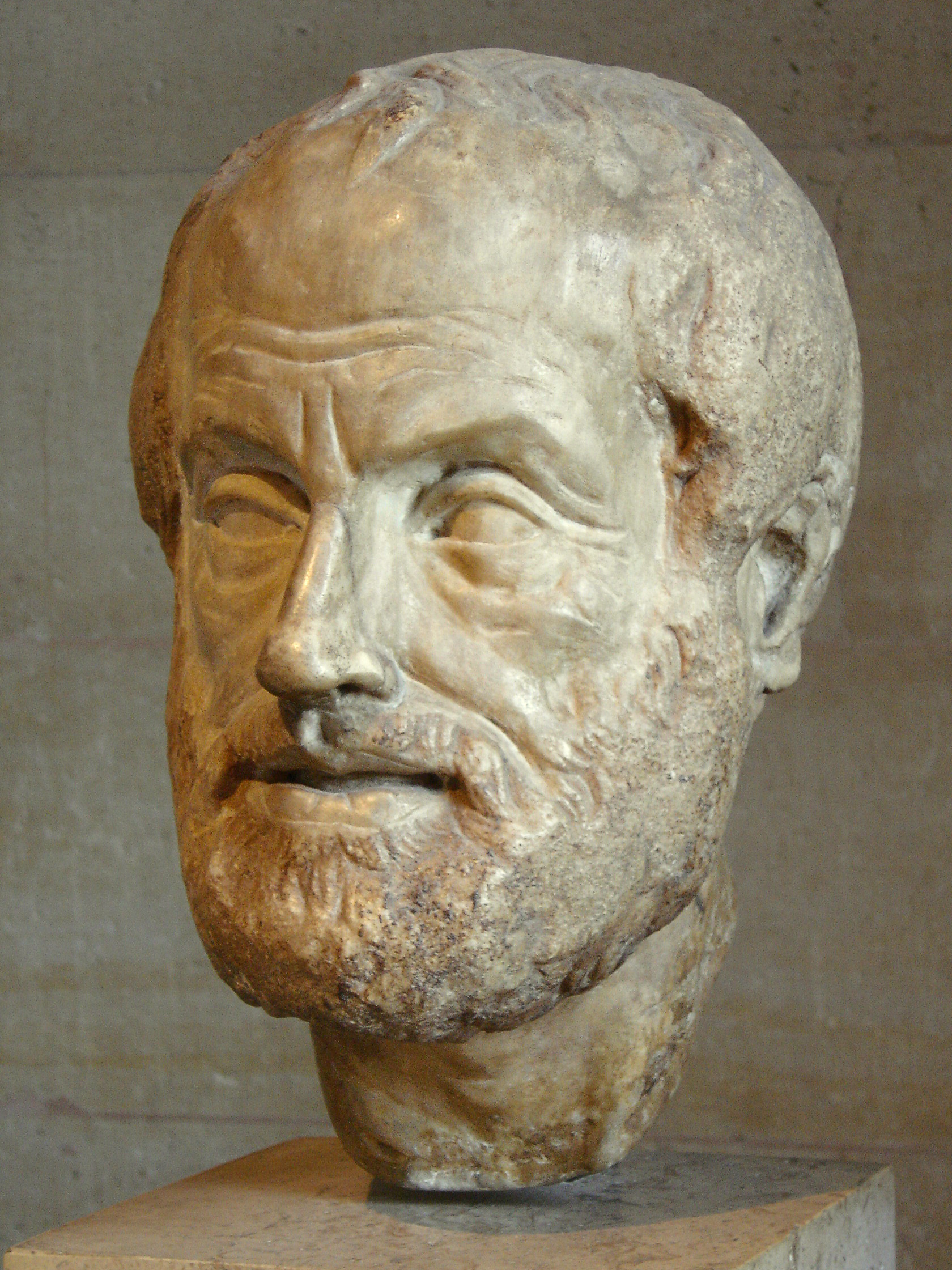
Aristóteles

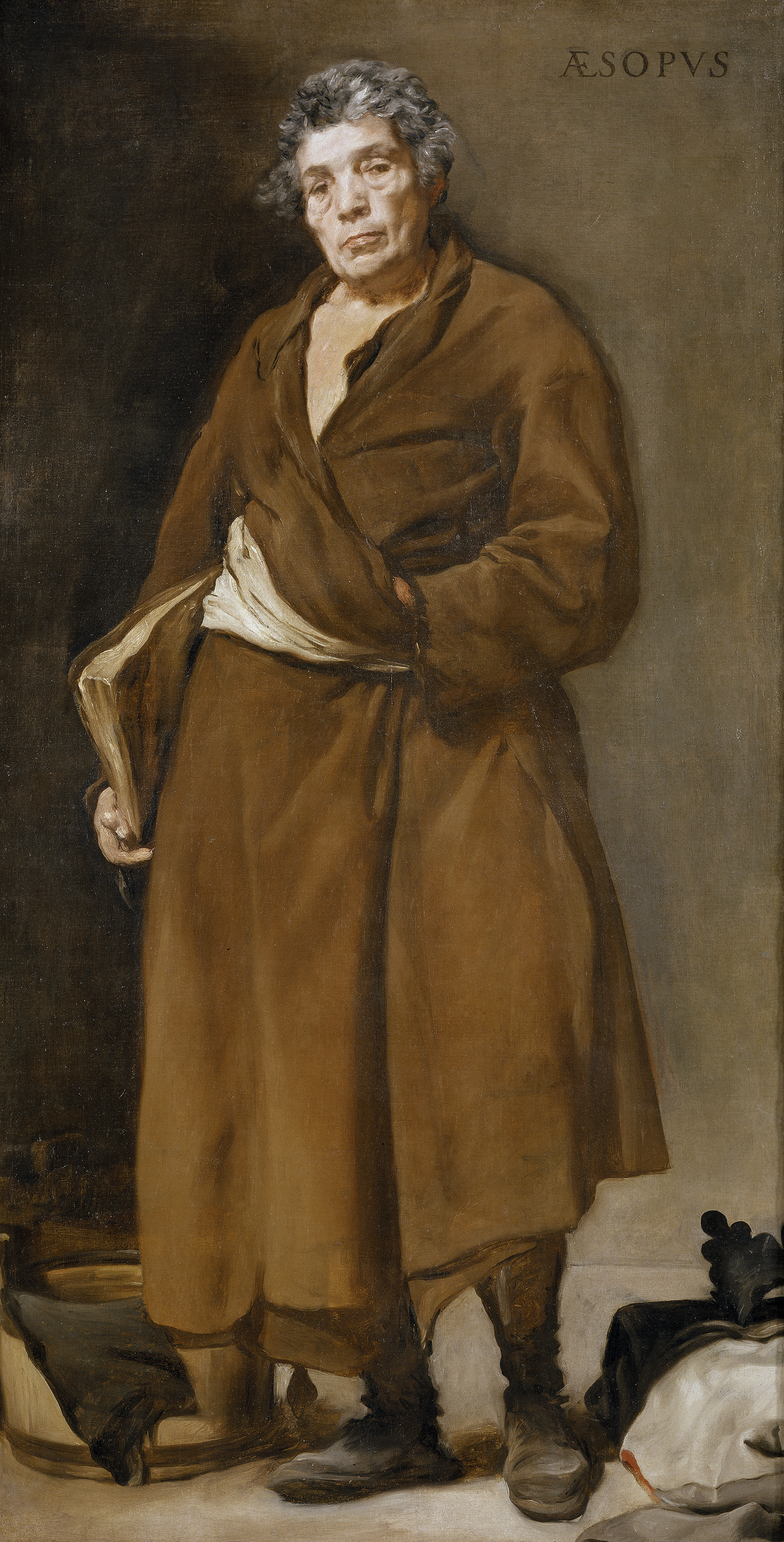
Esopo

## Tragédia grega

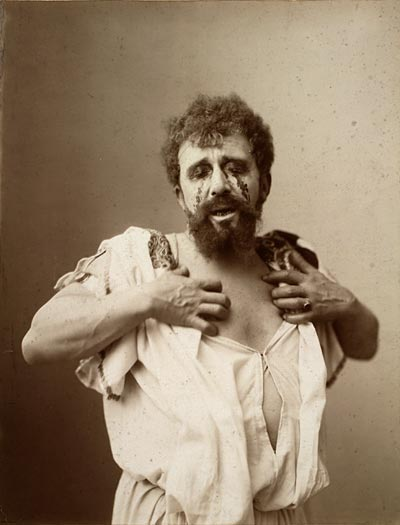
Final "trágico" do Rei Édipo na tragédia de Sófocles: Édipo é consciente de sua culpa e dá facadas em seus olhos

A literatura grega reúne três grandes tragediógrafos, cujos trabalhos ainda existem: Ésquilo, Sófocles e Eurípedes.
O momento mais importante de representação de tragédias ocorria durante as Grandes dionísias, também chamadas Dionísias urbanas, festival que tinha lugar na Primavera, em honra de Diónisos. Nesse festival, tal como nas Dionísias rurais e nas Leneias, os tragediógrafos concorriam a um prêmio, geralmente com três tragédias e uma peça satírica cada.
Aristóteles dedicou boa parte de sua obra A Poética aos estudos e análise da tragédia, que tinha grande papel na cultura grega e, posteriormente, ocidental. Apesar de descritivo, seu trabalho foi posteriormente tomado como prescritivo por muitos estudiosos.
Aristóteles descreve a tragédia como imitação de uma ação completa e elevada, em uma linguagem que tem ritmo, harmonia e canto. Afirma que suas partes se constituem de passagens em versos recitados e cantados, e nela atuam os personagens diretamente, não havendo relato indireto. Por isso é chamada (assim como a comédia) de drama. Sua função é provocar, por meio da compaixão e do temor, a expurgação ou purificação dos sentimentos (catarse).
A tragédia clássica deve cumprir, ainda segundo Aristóteles, três condições: possuir personagens de elevada condição (heróis, reis, deuses), ser contada em linguagem elevada e digna e ter um final triste, com a destruição ou loucura de um ou vários personagens sacrificados por seu orgulho ao tentar se rebelar contra as forças do destino.
Aristóteles divide a tragédia em prólogo, episódio e êxodo. Segundo ele, a parte do coro se divide em párodo, estásimo e êxodo. A ordem seria o prólogo precedendo o párodo (entrada do coro), seguido de cinco episódios alternados com os estásimos e a conclusão com o êxodo, a intervenção final e saída do coro.
Apesar da abundante produção na antiguidade, a maior parte das tragédias gregas não sobreviveu até os nossos dias.
A impressão generalizada é de que, com o declínio de Atenas como cidade-estado, a tradição da tragédia desvaneceu. O erudito inglês Gilbert Murray usou a expressão "uma falha de nervos" na tentativa de demonstrar que, com a decadência dos assuntos externos, o alto idealismo descrito nas tragédias cedeu lugar ao ceticismo. Por outro lado, Friedrich Nietzsche, em sua obra "O Nascimento da Tragédia" (1872), aponta o otimismo de Sócrates como grande responsável por desviar a atenção dos gregos das tragédias para a filosofia. De qualquer forma, do período helenístico, restou-nos pouca coisa, com destaque para a tragédia conhecida como Exagoge, escrita por Ezequiel, um judeu de Alexandria.
Os romanos são acusados de não terem sido capazes de reavivar a tradição dramática, por terem se atido excessivamente às adaptações das tragédias gregas, mas sem revelar o mesmo sentimento trágico; e, por isso, tenderam mais ao melodrama. Quando Eurípedes escreve "As Bacantes", ele coloca em cena a chegada do deus Dionísio à cidade de Tebas (que, nas tragédias, sempre representava Atenas), e a partir daí ele procura problematizar a existência do inconsciente, ou seja, do autoconhecimento. Dionísio é o deus da arte, o deus-espelho que reflete para as pessoas o que elas são, e a partir de então elas podem aceitar o que são e o que os outros são, podem aceitar o diferente: começa a surgir o conceito de humanidade, de que o ser humano pertence a um universo maior que o da pólis. Dionísio trava uma batalha com Penteu, o rei de Tebas, que não aceitava as ideias que Dionísio trazia. Penteu é um personagem elevado, que tem motivos nobres em relação à sua cidade, mas carrega consigo ideias de uma época vencida.
Também podemos ver o caminho para uma nova sociedade, com nova dimensão individual, na trilogia tebana, de Sófocles. Formada pelas três peças “Édipo Rei”, “Édipo em Colono” e “Antígona”, a trilogia trata do novo conceito de homem e da humanidade, bem como questiona o poder dos deuses e a autoridade do sagrado.
Quando os gregos puderam assistir à peça "Édipo Rei", eles já conheciam o mito de Édipo – já sabiam que o personagem tinha matado seu pai sem sabê-lo, e que tinha se casado com sua própria mãe, e assistem à viagem de Édipo para dentro de si mesmo, para o autoconhecimento. Sófocles questiona a autoridade do sagrado, pois Édipo não havia conseguido escapar de sua maldição, mas tentou a todo custo não cumprir o prometido pelo sagrado: no final das contas, os espectadores da peça ficam em dúvida, divididos entre aceitar o que for definido pelo sagrado ou rebelar-se contra este. Sófocles enfraquece o sagrado, ao mesmo tempo em que mostra um Édipo que passa a conhecer a si mesmo, cegando-se no momento em que vê sua amante/mãe morta.
Temos dois personagens que, em oposição um ao outro, mostram dois diferentes destinos: enquanto que Penteu, de Eurípedes, fica completamente louco por não aceitar cultuar Dionísio (por não aceitar conhecer a si mesmo, por não aceitar o deus do autoconhecimento); Édipo se torna, como podemos ver em “Édipo em Colono”, um senhor que se conhece e se sustenta sozinho, com a força que ele encontra dentro de si mesmo: Édipo perde a família e sua cidadania, mas ele já é um indivíduo, e não se considera culpado por ter feito tudo o que fez pois ele não teve domínio de si. Vemos, na segunda peça da trilogia (em ordem cronológica), um homem que desafia o sagrado e a pólis.
A partir do autoconhecimento, é possível encontrar forças em si mesmo e, assim, não será mais necessário que os deuses controlem o homem, e não será mais necessário que a cidade seja fechada, pois quando o homem conhece a si mesmo, ele entende o homem, e portanto aceita o xenos (estrangeiro), passando a ter o novo conceito de humanidade.
O texto da segunda parte da trilogia de Sófocles, "Antígona", foi escrito antes daqueles que o antecedem, e portanto parece ser um pouco deslocado. Nesta tragédia, Antígona (filha de Édipo) se encontra em uma situação muito complicada: seu irmão Polinices está morto e foi proibido pelo rei Creonte de ser enterrado. Caso ela não enterre seu próprio irmão, ela não lhe concederá o culto religioso que completará o ciclo da vida, e cometerá um erro impensável para com sua família. No entanto, se Antígona enterrá-lo, ela cometerá um crime contra a cidade visto que o rei proibiu que qualquer um o enterrasse.
Sófocles coloca, nesta peça, um problema complexo para o qual ele ainda não tem solução: o sistema familiar e o sistema político, sobre os quais se estabeleceram as bases da sociedade grega, são excludentes, e não podem viver em harmonia. A solução para o embate é dada nas peças anteriores (que na verdade foram escritas depois): o indivíduo. E o texto de Eurípedes reforça a importância do deus Dionísio, que é um estrangeiro, um outro, mas ao mesmo tempo representa o autoconhecimento e a valorização e aceitação de si próprio e do interior.
A partir das tragédias, começará a se desenvolver a filosofia socrático-platônica, que desenvolverá o conceito de alma, de que o homem só conhece o mundo quando conhece a si próprio, e de que o maior conhecimento é o conhecimento de si mesmo.
Analisando a cronologia das apresentações das tragédias aqui comentadas, podemos ver que houve um avanço no que se relaciona com a o tratamento dado à dimensão individual. Em 447 a.C. foi encenada a peça "Antígona", que apresenta o problema entre as duas dimensões existentes na sociedade. Quarenta anos mais tarde, em 427 a.C., os atenienses assistem a "Édipo Rei" e percebem a importância do autoconhecimento. Somente 22 anos mais tarde, em 405 a.C., a peça de Eurípedes é encenada, em meio a uma Atenas totalmente abalada e dizimada pela Guerra do Peloponeso: o cidadão ateniense vê que não aceitar Dionísio pode ser desastroso, em função do que acontece com Penteu. Apenas 4 anos depois, Sófocles mostra, em "Édipo em Colono", uma tragédia que não é bem uma tragédia: Édipo continua sendo um homem elevado, mas não comete nenhum erro trágico – ele já se tornou um indivíduo, um homem que se conhece e conhece o próximo, e se desprende totalmente do sagrado.
Em anos, estas quatro tragédias gregas causaram o despertar de uma nova filosofia com Sócrates e Platão. Nesse tempo percorrido, formou-se o embrião a filosofia que nortearia, alguns séculos mais tarde, toda a sociedade ocidental.

## Tragédias medievais
As tragédias medievais, como as clássicas, seguem muitos dos preceitos aristotélicos. Entretanto, os trabalhos produzidos durante a Idade Média geralmente tratam de temas de cavalaria e Cristandade e seus preceitos morais.
Não existem exemplos de tragédias escritas durante a Idade Média. Duas epopeias medievais importantes, que trazem ingredientes trágicos, mas são apenas longos poemas narrativos são Beowulf e La chanson de Roland.

## Tragédias modernas
É atribuída ao italiano Gian Giorgio Trissino a autoria da primeira tragédia moderna nos moldes clássicos, realizada no Renascimento: Sofonisba, de 1515. Em língua portuguesa é registrada Castro, de A. Ferreira, provavelmente escrita depois de 1550. Na França, Cleópâtre Captive, de Jodelle, exibida em 1552, recebeu a distinção para a língua francesa, dada por Ronsard.
Um dos grandes tragediógrafos nos tempos modernos foi Jean Racine, que trouxe um novo aspecto ao gênero com seus trabalhos. Quando a sua peça Bérenice foi criticada por não conter nenhuma morte, Racine contestou a visão tradicional de tragédia. Seu rival, Pierre Corneille, também deixou sua marca no mundo da tragédia com peças como Medée (1635) e El Cid (1636).
Na língua portuguesa, a primeira e mais emblemática tragédia clássica é A Castro, de António Ferreira. Escrita em cinco atos e publicada em 1587, a peça retrata a trágica história de Inês de Castro, tema que viria a influenciar diversos dramaturgos europeus. A obra teve grande repercussão e foi traduzida, ainda na época, para diversos idiomas.
Na língua inglesa, as mais famosas e bem sucedidas tragédias foram as escritas por William Shakespeare. As obras de Shakespeare tiveram e tem grande influência na literatura ocidental, e incluem tragédias extremamente famosas, como Romeu e Julieta, Hamlet e Otelo, entre muitas outras.